# Миш (општина)
Миш (њем. Müsch) општина је у њемачкој савезној држави Рајна-Палатинат. Једно је од 74 општинска средишта округа Арвајлер. Према процјени из 2010. у општини је живјело 212 становника. Посједује регионалну шифру (AGS) 7131052.

## Географски и демографски подаци
Миш се налази у савезној држави Рајна-Палатинат у округу Арвајлер. Општина се налази на надморској висини од 389 метара. Површина општине износи 3,8 km². У самом мјесту је, према процјени из 2010. године, живјело 212 становника. Просјечна густина становништва износи 56 становника/km².